# NGC 1802
NGC 1802 је расејано звездано јато у сазвежђу Бик које се налази на NGC листи објеката дубоког неба.
Деклинација објекта је + 24° 7' 30" а ректасцензија 5h 10m 14,0s. Привидна величина (магнитуда) објекта NGC 1802 износи 12,2. NGC 1802 је још познат и под ознакама *Grp ?.